# سواد بصری

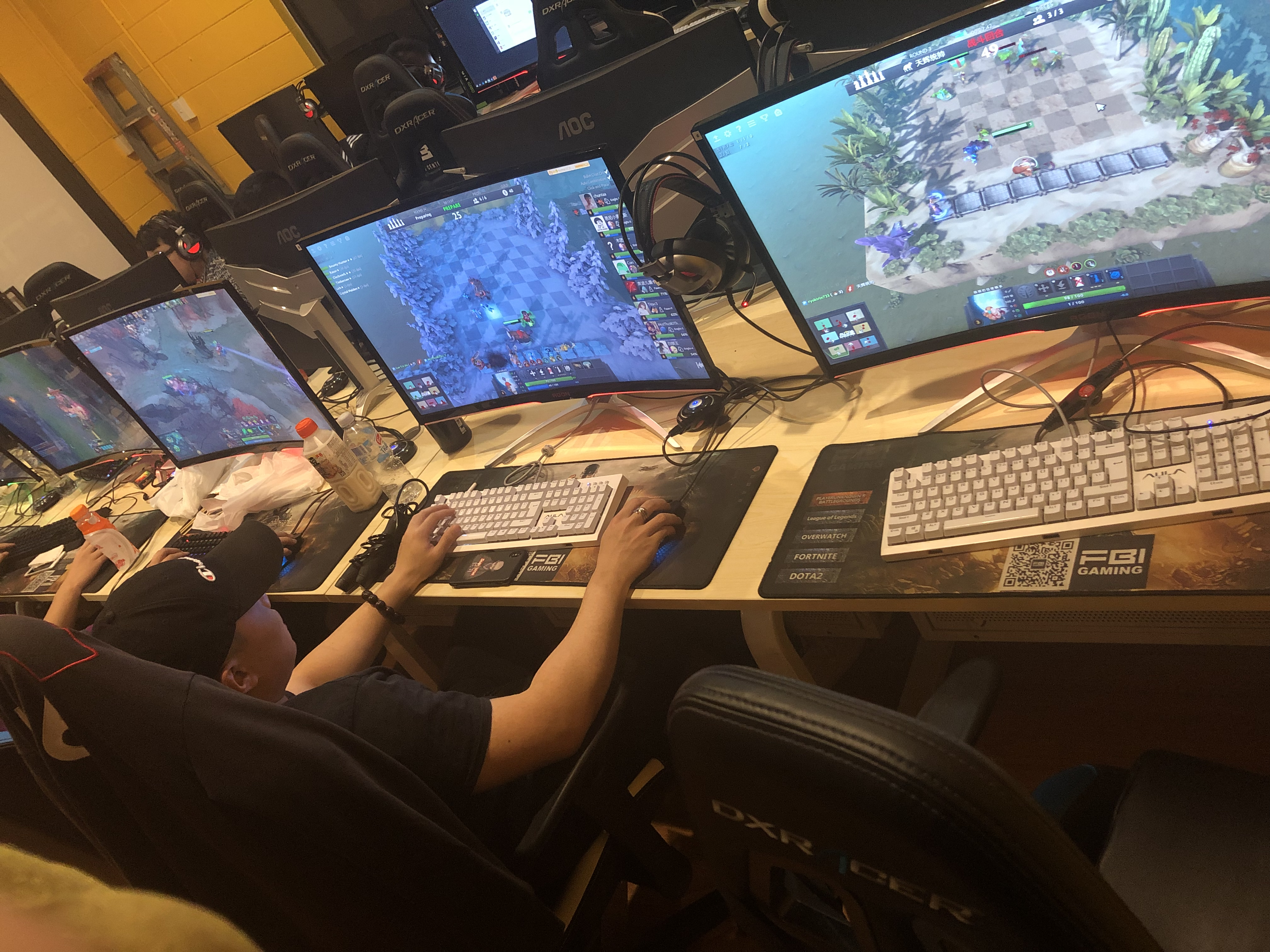
بازی های ویدیویی

دیدبصری؛ به‌معنای فهمیدن معنای تصویر، یکی از مهارت‌‌های مهم انسان است. این توانایی با عمل دیدن پرورش می‌یابد در ضمن این که پیوند میان تجربیات بینایی با تجربیات سایر حواس، ذخیره‌های ذهنی فرد را در خوانش اثر و درک معنای تصویر غنی تر می‌سازد. "سواد بصری" به این مهارت انسانی در فهم و ترجمه تصویر گفته می‌شود. البته این درک عموماً از نوع آگاهانه است و گونه‌های مختلف بازنمایی تصویری و قواعد بصری برای درک عملکرد و معنی آنها، در حیطه دانش سواد بصری قرار می‌گیرد.
امروزه "سواد بصری" زمینه مطالعاتی بین رشته ای شده ‌است که تخصص‌های متنوعی در پیش برد و مطالعات آن مشارکت می‌کنند از جمله : علوم شناختی، روانشناسی، جامعه‌شناسی، تاریخ هنر، نقد، آموزش، نشانه شناسی، طراحی گرافیک، علوم ارتباطات و رسانه و فلسفه.
اکنون دراین زمینهٔ مطالعاتی به حوزه‌های گوناگونی توجه می‌شود که ظاهرا رابطه مستقیمی با هنرهای تجسمی ندارند اما در خوانش اثر تجسمی مؤثر هستند. گسترۀ سواد بصری نه تنها سواد رسانه‌ای را در بر می‌گیرد بلکه از آن فراتر رفته و تعاملات انسانی و ارتباطات غیر کلامی را در چارچوب خود جای داده است. مثلاً بسیاری از مفاهیم که در ارتباطات روزانه از طریق حالات صورت، دست‌ها و بدن به فرد مقابل منتقل(بادی لنگوییج) می‌شود در سواد بصری هم قابل بررسی و تحلیل است.

## تاریخچه
مفهوم سواد بصری برای مدتی طولانی وجود داشته است. به عنوان مثال ، نظریه های کلاسیک و قرون وسطایی در مورد حافظه و یادگیری ، تأکید شدیدی بر نحوه تأثیر قالب بصری کلمات و خطوط ، بر نظم بخشیدن به اطلاعات در ذهن داشته اند. در دوران روشنگری هم بر آموزش حواس از طریق فن آوری های چاپی و نسخه های خطی به گونه ای که برای رشد طبقه متوسط سودمند باشد تاکید جدیدی می کردند. در آن دوران علاوه بر یادگیری خواندن مطالب بصری مانند جداول و شکل ها ، بسیاری از دانش آموزان یاد گرفتند که چگونه الگوهای گرافیکی بنویسند و نقاشی کنند که دسترسی به یادداشت های آنان آسان تر باشد. در قرن نوزدهم سواد بصری یکی از مولفه های اصلی سیستم های آموزش ملی بود که در اروپا و آمریکای شمالی در حال ظهور بود ، اصلاح طلبان آموزشی مانند سر جان لوبوک برای استفاده از ابزارهای بصری مانند نمودارها و مدل هایی که باید در کلاس استفاده شود ، بحث می کردند.

## توازن و طرح کلی صفحه
توازن یا تعادل، نحوۀ قرار گرفتن عناصر صفحه را از لحاظ ظاهری نشان می‌دهد، به‌طوری که نصف صفحه را با نصف دیگر آن مقایسه می‌کند. صفحه ای که تعداد عناصر مساوی در دو طرف صفحه داشته باشد دارای تعادل متقارن و صفحه ای که تعداد عناصر آن در دو طرف مساوی نباشد دارای تعادل غیر متقارن است. به‌طور کلی تعادل متقارن، حالت حرفه‌ای تر و رسمی تری را نشان می‌دهد، در حالیکه تعادل غیر متقارن، غیر رسمی تر و زیباتر است. 
به بیان دقیق تر هر چه یک تصویر یا قاب تصویر (Frame) دارای محور تقارن‌های بیشتری باشد و توزیع وزن عناصر بصری و رنگ در صفحه بیشتر باشد، آن تصویر از دید کلاسیک زیباتر است و به بیان دیگر رسمی تر به نظر خواهد رسید به همین دلیل شکل دایره، از دید کلاسیک، زیباترین شکل هندسی می‌باشد، زیرا دارای بی‌نهایت محور تقارن است.
یا به عنوان مثالی از زیبایی کلاسیک می‌توان طرح یک قالی را در نظر گرفت.
طرح‌های نامتقارن یا طرح‌هایی که توزیع عناصر تصویری یا رنگ در آن‌ها یکنواخت نیست اصطلاحاً طرح‌های گرافیکی یا مدرن نامیده می‌شوند.